# Restaurace Nebozízek
Restaurace Nebozízek je romantická restaurace v Petřínských sadech poblíž mezistanice lanové dráhy na Petřín. Ačkoli jde víceméně o repliku původní budovy (současný stav je výsledek generální rekonstrukce z let 1984–85), je objekt chráněn jako kulturní památka České republiky.

## Historie a popis
Původně stál v těchto místech, kde se rozkládaly vinice a pro něž se už v 15. století užíval název Nebozez, letohrádek. Nechal ho koncem 17. století postavit tehdejší majitel Karel Maxmilián Lažanský. Počátkem 19. století budovu koupil dvorní knihtiskař Bohumil Haase, zřídil zde výletní restauraci a pojmenoval ji Haasenburg. Roku 1843 vyhořela, ale byla opravena a fungovala dále. Od r. 1882 patřil výletní hostinec Praze a dostal jméno Nebozízek. Větší popularitu mu přinesla výstavba lanové dráhy.
V r. 1965 však oblíbená restaurace musela být uzavřena, protože byla při sesuvech půdy následkem dlouhotrvajících dešťů vážně poškozena (stejně jako sousední lanovka). Dlouho chátrala, až teprve v letech 1984–85 proběhla rekonstrukce a restaurace byla znovu postavena s částečným využitím původního zdiva. Od té doby opět slouží svému účelu.
Novostavba zachovává styl barokní, klasicistně upravené stavby. Jde o jednopatrovou obdélníkovou budovu, jejíž střední zvýšenou část zvýrazňuje dvouramenné venkovní schodiště. Restaurace je nově doplněna terasou a prosklenou budovou kavárny.